# جوش ويلينغهام
جوش ويلينغهام (بالإنجليزية: Josh Willingham)‏ هو لاعب كرة قاعدة أمريكي، ولد في 17 فبراير 1979 في فلورنس في الولايات المتحدة.

## وصلات خارجية
- جوش ويلينغهام على موقع دوري كرة القاعدة الرئيسي (الإنجليزية)
- جوش ويلينغهام على موقعبيزبول رفرنس.كوم (الدوري الرئيسي) (الإنجليزية)
- جوش ويلينغهام على موقعبيزبول رفرنس.كوم (الدوري الثانوي) (الإنجليزية)
- جوش ويلينغهام على موقع إي إس بي إن.كوم (أم.أل.بي) (الإنجليزية)
- جوش ويلينغهام على موقع مشجعي الرسوم البيانية (الإنجليزية)